# Eilema molybdeola
Eilema molybdeola là một loài bướm đêm thuộc phân họ Arctiinae, họ Erebidae.